# Adélaïde de Bénévent
Pour les articles homonymes, voir Adélaïde.
Adélaïde de Bénévent, dite Itta (orthographié aussi « Ita » ou « Itana »), serait la fille de Sicon de Bénévent, duc de Bénévent.

## Biographie
Adélaïde de Bénévent épousa en 829 Guy Ier de Spolète, qui devint  duc de Spolète en 842, et lui donna trois fils, dont deux lui succédèrent :
- Lambert Ier de Spolète ;
- Guy III de Spolète ;
- Conrad comte de Lecce, père putatif de Guy IV de Spolète.

Il est à noter qu'Adélaïde ou Itta, épouse supposée de Guy Ier de Spolète, n'est pas citée comme fille de Sicon de Bénévent par René Poupardin, ni par la Foundation for Medieval Genealogy.

## Sources
- L'art de vérifier les dates, Chronologie historique des ducs de Bénévent.
- René Poupardin, Études sur l'histoire des principautés lombardes de l'Italie méridionale et de leurs rapports avec l'Empire franc, Paris, Champion, 1907, [Lire en ligne (Internet Archive)].
- Medieval Lands, Foundation for Medieval Genealogy, Chapter 1. Benevento, Sico Prince de Bénévent, consulté en avril 2020.